# Adalbert Neckermann
Adalbert Neckermann (* 9. Juli 1890; † 1970) war ein deutscher Politiker.

## Leben
Neckermann arbeitete als Forstbeamter. Sowohl im ersten als auch im Zweiten Weltkrieg war er als Soldat im Einsatz.
1945 beteiligte er sich an der Gründung der CSU im Landkreis Obernburg am Main und wurde auch deren Vorsitzender. Im Jahr darauf wurde er zum Kreistag und in die Verfassunggebende Landesversammlung gewählt. 1948 trat er zur Bayernpartei über, für die er 1949 für den Deutschen Bundestag kandidierte.